# Mistrovství Evropy v atletice 2010 – Muži hod oštěpem
 Hod oštěpem mužů na Mistrovství Evropy v atletice 2010 se uskutečnil 30. a 31. července. Ve finále zvítězil norský oštěpař Andreas Thorkildsen hodem dlouhým 88,37 metru. Na druhém místě se umístil Němec Matthias de Zordo (87,81 m) a na třetím Fin Tero Pitkämäki (86,67 m).

## Výsledky finále
| *                | jméno               | země     | 1     | 2     | 3     | 4     | 5     | 6     | výsledek |
| ---------------- | ------------------- | -------- | ----- | ----- | ----- | ----- | ----- | ----- | -------- |
| Zlatá medaile    | Andreas Thorkildsen | Norsko   | 86,32 | 88,37 | 86,30 | 84,12 | –     | 83,40 | 88,37 m  |
| Stříbrná medaile | Matthias de Zordo   | Německo  | 86,22 | 87,81 | 87,06 | ×     | ×     | 84,12 | 87,81 m  |
| Bronzová medaile | Tero Pitkämäki      | Finsko   | 81,47 | ×     | 82,30 | 83,96 | 86,67 | 86,31 | 86,67 m  |
| 4.               | Oleksandr Pjatnycja | Ukrajina | 81,24 | 80,91 | 78,91 | 82,01 | 76,59 | ×     | 82,01 m  |
| 5.               | Teemu Wirkkala      | Finsko   | 78,52 | 76,94 | 81,76 | ×     | 81,14 | 81,31 | 81,76 m  |
| 6.               | Ainārs Kovals       | Lotyšsko | 81,19 | ×     | ×     | ×     | 75,19 | 80,55 | 81,19 m  |
| 7.               | Sergej Makarov      | Rusko    | 80,86 | 78,31 | 78,89 | ×     | ×     | –     | 80,86 m  |
| 8.               | Roman Avramenko     | Ukrajina | ×     | ×     | 78,65 | ×     | ×     | 79,52 | 79,52 m  |
| 9.               | Vítězslav Veselý    | Česko    | 69,42 | ×     | 77,83 |       |       |       | 77,83 m  |
| 10.              | Petr Frydrych       | Česko    | 77,30 | 76,69 | 76,76 |       |       |       | 77,30 m  |
| 11.              | Ēriks Rags          | Lotyšsko | ×     | 76,93 | 76,08 |       |       |       | 76,93 m  |
| 12.              | Dmytro Kosynskyj    | Ukrajina | ×     | 73,26 | 73,11 |       |       |       | 73,26 m  |